# Ondergronds spoorwegstation
Een ondergronds spoorwegstation is een station dat geheel ondergronds is gelegen. Dit kan een kopstation zijn, maar ook een doorgaand station. De redenen waarom het station ondergronds is aangelegd, kunnen divers zijn. Zo zijn Schiphol, Brussel-Nationaal-Luchthaven en Frankfurt Luchthaven ondergronds om ongelijkvloers de landingsbanen te kunnen kruisen, zijn Brussel Centraal en Montreal ondergronds wegens ruimtegebrek in het centrum, is Antwerpen Centraal gedeeltelijk ondergronds om de doorgaande Noord-Zuidtunnel mogelijk te maken, is Rotterdam Blaak ondergronds door de aansluiting op de spoortunnel en zijn Barendrecht, Best, Delft en Rijswijk ondergronds om de overlast voor de omwonenden na het gereedkomen van de viersporigheid te beperken.
Enkele ondergrondse spoorwegstations (incompleet):
- Barendrecht (op maaiveldniveau, maar  in de Kap van Barendrecht)
- Berlijn Potsdammerplatz
- Best
- Brussel-Centraal
- Brussel-Congres
- Brussel-Luxemburg
- Brussels Airport-Zaventem
- Delft
- Frankfurt Luchthaven
- Station Københavns Lufthavn, Kastrup
- Merode
- Montreal (kopstation)
- Rijswijk
- Rotterdam Blaak
- Schiphol Airport

Daarnaast bestaan ook stations waarbij een deel ondergronds in een tunnel is gelegen en een ander deel op maaiveldhoogte.
Enkele gedeeltelijk ondergrondse stations (incompleet):
- Antwerpen-Centraal
- Berlin Hauptbahnhof
- Brussel-Schuman
- Brussel-West
- Station Malmö-Centraal
- Mortsel-Oude-God
- Simonis
- Zürich Hauptbahnhof